# Дельгадо, Гильермо
Гилье́рмо Анто́нио Дельга́до Кинте́рос (исп. Guillermo Antonio Delgado Quinteros; 11 февраля 1931 или 11 января 1931, Ика — 29 марта 2014, Кадис, Андалусия) — перуанский футболист и футбольный тренер, играл на позиции защитника.

## Биография

### Клубная карьера
Дельгадо начинал карьеру в Перу в клубе «Сентро Икеньо», в котором закрепился в качестве основного защитника. В 1953 году перешёл в «Альянсу», в которой его назначили капитаном. В «Альянсе» Дельгадо играл в течение семи сезонов, выиграл два чемпионских титула в 1954 и 1955 годах.
В 1961 году играл в Колумбии за «Депортиво Кали». В 1961 году переехал в Испанию, где в течение двух сезонов играл за «Реал Сарагосу». Завершил карьеру в клубе «Кадис», за которую играл в течение двух сезонов.

### Карьера в сборной
В составе сборной Перу принимал участие на чемпионате Южной Америки 1953 года, где был основным игроком и сыграл в 6 матчах турнира, но голов не забил. По итогам турнира сборная Перу заняла итоговое 5-е место. Спустя два года на чемпионате Южной Америки 1955 года играл за сборную Перу, которая завоевала бронзовые медали.
На чемпионате Южной Америки 1956 года сыграл в 5 матчах, но сборная Перу заняла последнее место. На следующем чемпионате Южной Америки сыграл в 6 матчах, но Перу остановилась в шаге от медалей, заняв итоговое 4-е место. Всего за сборную Перу сыграл 36 матчей и не забил голов.

### Тренерская карьера
В 1971 году в течение некоторого времени возглавлял «Кадис», а также в течение многих лет работал в системе команды, в том числе и молодёжном секторе.

### Смерть
Скончался 1 апреля 2014 года в Кадисе в возрасте 83 лет.